# Hinge
Hinge est une application de rencontre en ligne. Grâce à un algorithme, l'application affiche des correspondances potentielles, permettant à l'utilisateur de les ignorer ou de tenter une correspondance en répondant à un contenu spécifique sur leur profil. L'application est entièrement détenue par Match Group depuis février 2019.

## Historique
En 2011, Justin McLeod, fondateur et PDG (aux côtés d'une équipe incluant Frances Haugen), a fondé un service de bureau appelé Secret Agent Cupid, qui permettait aux utilisateurs de se connecter à Facebook et de lister les amis pour lesquels ils avaient un béguin,,,. En 2012, cela est devenu une application mobile appelée Hinge, lancée en février 2013. L'application a été conçue pour être moins superficielle que Tinder, abandonnant les actions de balayage similaires à Tinder et se définissant comme "l'application de la relation". Avant que Hinge n'obtienne suffisamment d'utilisateurs pour soutenir l'entreprise, celle-ci a failli manquer de financement. Lors de la création de l'application, McLeod a dépensé une grande partie de l'argent restant pour une soirée de lancement à Washington, D.C., ce qui a permis à l'entreprise d'obtenir le prochain tour de financement, la sauvant de l'insolvabilité,.
En 2017, Hinge a reçu plus de mentions que toute autre application de rencontre dans la section "Mariages" du The New York Times. Hinge Matchmaker a été lancé en septembre 2017, prétendant réinventer la rencontre en ligne pour "les personnes qui ont manqué la folie des applications de rencontre". Après avoir été acquise par Match Group, l'application a été relancée en 2018 avec une conception repensée qui encourage les utilisateurs à se désabonner après avoir trouvé un partenaire.
En février 2023, Hinge a introduit un abonnement premium qui, selon la société, offre aux utilisateurs "des résultats deux fois plus rapides".

## Fonctionnement
Hinge repose sur un algorithme qui personnalise les suggestions de correspondances en fonction des préférences et du comportement de l'utilisateur. L'application utilise des "accroches", c'est-à-dire des questions ou des déclarations auxquelles les utilisateurs doivent répondre pour montrer leur personnalité, leurs intérêts et leur style de vie. Peut être ajoutées à un profil trois accroches textuelles, une vocale et une vidéo. Au moins six photos sont obligatoires à l'inscription, et un compte Instagram peut être lié au profil, qui affichera alors un aperçu du fil du compte lié.
Plutôt que de permettre aux utilisateurs de valider ou non les profils dans leur intégralité, Hinge incite les utilisateurs à interagir directement avec le contenu des profils. Les utilisateurs peuvent aimer (en rajoutant éventuellement un commentaire) des photos ou des accroches spécifiques d'un profil. Ensuite, à l'instar de Fruitz ou de Tinder, si deux profils se sont likés mutuellement, il y a match et ils peuvent alors discuter par messagerie.
Depuis sa refonte en 2018, Hinge s'est positionné comme "l'application conçue pour être supprimée", en mettant l'accent sur des connexions plus significatives qui mènent à des relations durables. Hinge a également introduit des fonctionnalités comme "Most Compatible" pour suggérer des correspondances particulièrement pertinentes, et un bouton de désabonnement pour encourager les utilisateurs à quitter l'application après avoir trouvé un partenaire.